# 连续时间马尔可夫链
在概率论中，连续时间马尔可夫链（continuous-time Markov chain，CTMC）是离散时间马尔可夫链的变体。连续时间马尔可夫链是一个连续随机过程，即将时间映射至一个随机变量，并且在每个时刻，该过程会等待一个依指数分布的随机时间，然后跳到由转移矩阵所确定的一个状态。
一个等价的描述是，该过程会等待一组依指数分布的随机时间的最小值移动状态，新的状态只由当前状态所决定。
由于指数分布和离散时间马尔可夫链的无记忆性，连续时间马尔可夫链满足马尔可夫性质，即其未来的分布仅取决于其当前状态而不取决于其过去的分布。
连续时间马尔可夫链可以用于建模，如排队论。

## 定义
设{\displaystyle S}是一个可数集，如果一个连续时间随机过程{\displaystyle (X_{t})_{t\geq 0}=(X_{t}:\Omega \to S,0\leq t\leq \infty )}满足马尔可夫性质，则称其为连续时间马尔可夫链。